# 坎貝爾溪
坎貝爾溪（英文：Campbell Creek）是一個位於加拿大英屬哥倫比亞省湯普森-尼古拉地區甘露市南岸最東側的一個鄰里社區。

## 概述
坎貝爾溪為甘露市東側最東邊之鄰里社區，南接巴恩哈特維爾；西鄰達拉斯，以北以南湯普森河與甘露一號原住民保留地（塔勘露普斯蘇韋華米克）為界。境內多為工業區，並有部分住宅區；加拿大甘露拉法基工廠也於此境內。

## 交通
達拉斯屬於甘露市東部的邊陲地區，主要以英屬哥倫比亞省1號公路、英屬哥倫比亞省97號公路（此處共線）聯絡他地和甘露市區中心。公路北段有加拿大太平洋鐵路沿線經過，並且英屬哥倫比亞省交通局甘露交通系統17號市區公車「達拉斯」部分班次延駛至英屬哥倫比亞省野生動物公園沿經此社區。市區內主要幹道為達拉斯道（Dallas Dr.），聯絡住宅區至公路。

## 資料來源
1. ↑  https://www.google.com.tw/maps/place/Campbell+Creek,+Kamloops,+BC,+Canada/@50.6345806,-120.0629971,13.11z/data=!4m5!3m4!1s0x537e37328db419df:0xe79959c23406ea55!8m2!3d50.656753!4d-120.081568?hl=en&authuser=0
2. ↑  https://www.bctransit.com/kamloops/schedules-and-maps/route-overview?route=17